# Korporacja według Teda
Korporacja według Teda (ang. Better Off Ted, 2009–2010) – amerykański serial komediowy nadawany przez stację ABC od 18 marca 2009 roku. W Polsce nadawany przez Comedy Central Polska od 12 maja 2010 roku.

## Opis fabuły
Akcja serialu rozgrywa się w firmie Veridian Dynamics. Jest to firma, która łączy w sobie wszystkie negatywne cechy współczesnych, nastawionych wyłącznie na zarobek przedsiębiorstw. Dyrekcja bez skrupułów wykorzystuje podwładnych, często rozmija się z prawdą i jest skłonna na wiele poświęceń, by tylko osiągnąć wyznaczony cel. Kierownikiem departamentu badań i rozwoju jest Ted Crisp (Jay Harrington). Do jego podwładnych należą: Linda Zwordling (Andrea Anders) doktor Phil Myman (Jonathan Slavin) oraz doktor Lem Hewitt (Malcolm Barrett). Jego szefową jest Veronica Palmer (Portia de Rossi) – wyjątkowo zimna, wyniosła i oddana swojej pracy.

## Obsada
- Jay Harrington jako Theodore Margaret „Ted” Crisp
- Portia de Rossi jako Veronica Palmer
- Andrea Anders jako Linda Katherine Zwordling
- Malcolm Barrett jako doktor Lem Hewitt
- Isabella Acres jako Rose Crisp